# Jawaharlal Nehru
Jawaharlal Nehru (hindi: जवाहरलाल नेहरू; Allahabad, 14 de novembre de 1889 – Nova Delhi, 27 de maig de 1964), sovint conegut amb el malnom Pandit ji, va ser un advocat, polític i estadista indi, líder de l'ala moderada socialista del partit del Congrés Nacional Indi. Va ser també un dels líders principals del moviment d'independència de l'Índia els anys 1930 i 40, i es convertí en el primer ministre de l'Índia des de la independència el 15 d'agost de 1947 fins a la seva mort.
Era fill del líder nacionalista moderat i congressista Motilal Nehru i seguidor de l'ideari del seu mentor Mohandas Gandhi. Va ser un líder carismàtic i radical en la lluita per la independència de l'Índia de l'Imperi Britànic essent reconegut finalment l'hereu polític de Gandhi, que fou assassinat el 1948. En morir Sardar Patel el 1950, Nehru va quedar com l'únic líder d'importància nacional. Des de la posició de primer ministre va contribuir a l'establiment d'una democràcia parlamentària secular a l'Índia i va ser conegut per les seves polítiques "neutralistes" en afers exteriors que el varen portar a ser un dels fundadors del Moviment de Països No Alineats. Atret pels plans quinquennals soviètics, va intentar aplicar-los a l'Índia, amb el desig d'aprofitar el millor del capitalisme i del socialisme creant un “socialisme democràtic”, però malgrat això va ser incapaç de treure al seu país del grup dels països en vies de desenvolupament.
La seva única filla, Indira Gandhi, també es va dedicar a la política, convertint-se en primera ministra a la mort de Lal Bahadur Shastri el gener de 1966.

## Biografia

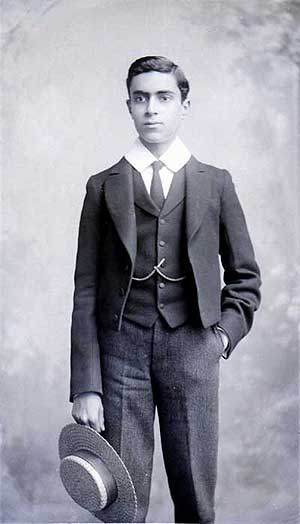
Nehru als 15 anys, a Harrow.

Motilal Nehru un destacat dirigent del Congrés Nacional Indi, després dels seus estudis a la Universitat de Cambridge va tornar a l'Índia per exercir d'advocat abans d'entrar en política de la mà del seu pare, arribant a ser la mà dreta de Mahatma Gandhi i arribant a la presidència del Partit del Congrés per primera vegada el 1929.
El 1942, Gandhi va demanar als britànics que abandonessin l'Índia; Nehru, encara que reticent a afeblir l'esforç de guerra aliat, no va tenir més alternativa que unir-se a Gandhi. Després de la resolució Quit India aprovada pel partit del Congrés a Bombai el 8 d'agost de 1942, tot el comitè de treball del Congrés, inclosos Gandhi i Nehru, va ser arrestat i empresonat. La major part del comitè de treball del Congrés, inclòs Nehru, Abdul Kalam Azad i Sardar Patel, van ser empresonats al Fort Ahmednagar 32 mesos fins al 15 de juny de 1945.
Va morir el matí, d'hora, del 27 de maig de 1964. Fou incinerat d'acord amb els ritus hindús a les ribes del riu Yamuna. La cerimònia funerària, com en el cas de la mort de Gandhi, va congregar centenars de milers d'indis, i els carrers de Delhi es van omplir amb tota la gent que no va poder acostar-se al lloc de la cremació.
A principis de 1946 es van convocar noves eleccions a l'Índia en les quals el Congrés va obtenir victòries electorals en vuit de les onze províncies, tanmateix, les negociacions entre el Congrés i la Lliga Musulmana van ensopegar amb la partició. Mohammed Ali Jinnah va proclamar el 16 d'agost de 1946 com el Dia d'Acció Directa demanant un estat musulmà separat del Pakistan. L'endemà, els disturbis hindús-musulmans van esclatar a Calcuta i es van estendre ràpidament per l'Índia. Més tard aquell any, el govern laborista a Gran Bretanya, financerament esgotat per la recentment conclosa Segona Guerra Mundial, va decidir posar fi al domini britànic de l'Índia i, a principis de 1947, Gran Bretanya va anunciar la seva intenció de transferir el poder a tot tardar el juny de 1948. Tot i que el govern de l'Índia i el Congrés es van veure sacsejats pel curs dels esdeveniments, i després d'ofertes fracassades per formar coalicions, un Nehru reticentment donava suport a la partició de l'Índia, segons un pla llançat pels britànics 3 de juny de 1947. La partició va ser promulgada en l'Acta d'independència índia de 1947.

### Primer ministre

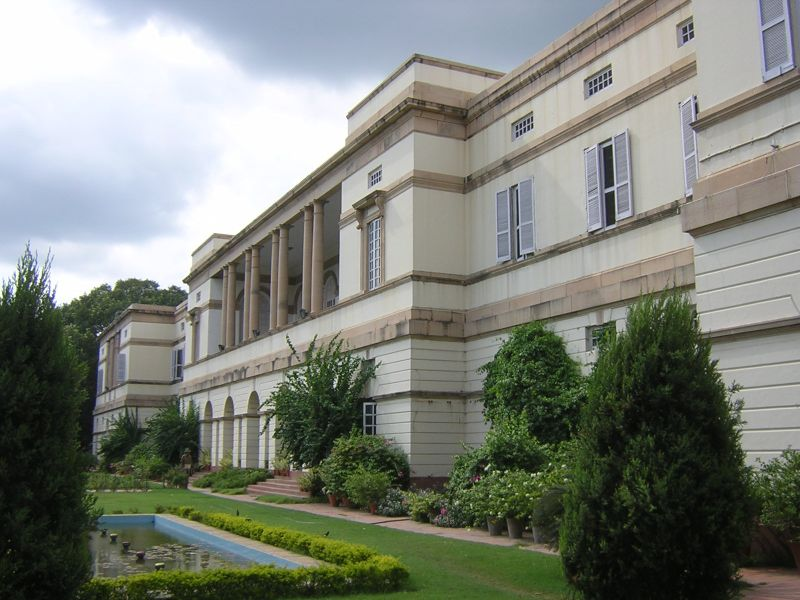
Teen Murti Bhavan, la residència de Nehru com primer ministre, ara un museu en la seva memòria

Nehru va prendre possessió com primer ministre del Domini de l'Índia el 15 d'agost, i llençaria el seu lema Tryst with destiny (una cita amb el destí). Comptà sempre amb l'oposició de la Lliga Musulmana que governà el Domini del Pakistan. Malgrat l'oposició d'aquest país va reclamar Caixmir, el que va ser causa de la Guerra Indopakistanesa de 1947 (1947-49). També es va annexionar l'Estat de Hyderabad, que s'havia mantingut independent en la partició de l'Índia, el setembre de 1948.
| « | Fa molts anys vàrem fer una cita amb el destí, i ara arriba el moment que redimirem la nostra promesa, no completament o en plena mesura, però molt substancialment. Al punt de la mitjanit, quan dorm el món, l'Índia s'aixecarà a la vida i la llibertat. Un moment ve, que rarament ve en la història, quan passem del vell al nou, quan acaba una edat i quan l'ànima d'una nació, molt de temps suprimida, troba expressió. És apropiat en aquest moment solemne que fem la promesa de dedicació al servei de l'Índia i la seva gent i per a la causa encara més gran de la humanitat." | » |

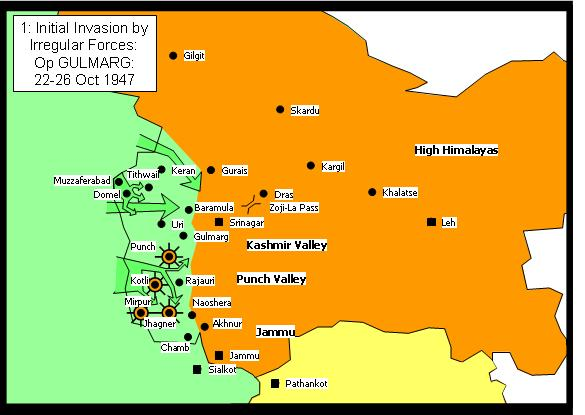
Invasió inicial pakistanesa en la Guerra Indopakistanesa de 1947

Tanmateix, aquest període va estar marcat amb la violència comunal intensa. Aquesta violència entrava a través del Panjab, Delhi, Bengala i altres parts de l'Índia. Nehru dirigia gires conjuntes és apropiat en aquest moment solemne} amb líders pakistanesos per fomentar la pau i refugiats enfadats i desil·lusionats tranquils. Nehru treballaria amb Maulana Azad i uns altres líders musulmans per protegir i per animar els musulmans a romandre a l'Índia. La violència del temps profundament afectava Nehru, que va reclamar un alto el foc i la intervenció de l'ONU per aturar la Guerra Indopakistanesa de 1947. Tenint por de les represàlies comunals, Nehru també dubtava sobre donar suport a l'annexió de l'estat de Hyderabad. Jaswant Singh, un líder superior de Bharatiya Janata Party (BJP), veia Nehru, no Mohammad Ali Jinnah, com provocar la partició de l'Índia, principalment referint-se a les seves polítiques altament centralitzades per a una Índia independent el 1947, quin Jinnah s'oposava a favor d'una Índia més decentralised. La divisió entre el dos era entre les causes de partició. Es creu que l'animositat personal entre els dos líders conduiria a la partició de l'Índia. En els anys posteriors a la independència, Nehru sovint confiava en la seva filla Indira per a cuidar-lo i gestionar els seus afers personals. Sota el seu lideratge, el Congrés Nacional Indi guanyava una majoria aclaparadora a les eleccions generals índies de 1952. Indira es va traslladar a la residència oficial de Nehru per atendre'l i es convertí en la companya constant als seus viatges a través de l'Índia i el món. Indira esdevindria virtualment el cap d'estat de Nehru.
Com a primer ministre, Nehru va du a terme una política exterior de no alineament convertint-se en el fundador i dirigent d'aquest moviment, organitzant la Conferència de Bandung amb Sukarno el 1955, però al mateix temps va mantenir una política exterior de fermesa i anticolonialisme, annexionant Daman i Diu en 1961 i el 22 de desembre de 1961 Nehru va ordenar la invasió de Goa després de perdre la paciència amb el dictador portuguès, sent annexionada a l'Índia el 16 de març de 1962.

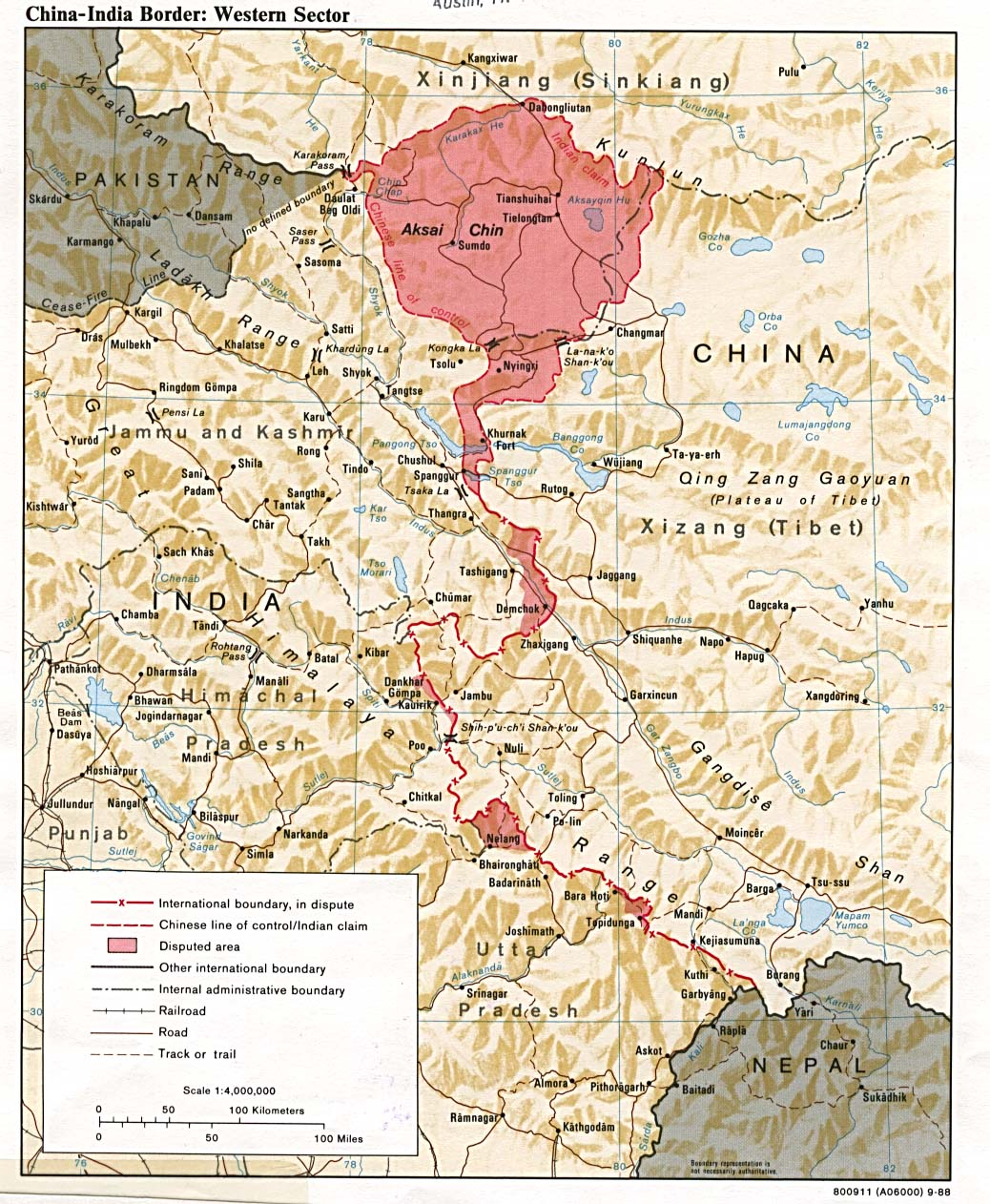
Frontera occidental de la Xina i Índia mostrant Aksai Chin

El descobriment d'una carretera construïda per la Xina a Aksai Chin que uneix les províncies del Tibet i Xinjiang, passant pel poble de Tianshuihai, el major del territori reclamat per Índia, amb 1.600 habitants fou una de les principals raons de la guerra sino-índia de 1962 que va tenir lloc a la frontera de l'Índia amb la Xina a l'est de Bhutan i a Aksai Chin, a l'oest del Nepal, però l'Índia va ser derrotada i des d'aleshores Jawaharlal Nehru realitzà una política de bons veïnats.
Després d'haver portat al Partit del Congrés a la victòria en les eleccions generals índies de 1957, el seu govern va ser àmpliament criticat. Desil·lusionat per la corrupció i les lluites internes dins del partit, Nehru va pensar a renunciar, però va seguir exercint les seves funcions. L'elecció de la seva filla, Indira Gandhi com a president del Congrés el 1959 va despertar les crítiques de nepotisme.
Encara que la pancha sila, la promoció dels cinc principis de coexistència pacífica, va ser la base del Tractat entre la Xina i l'Índia del 1954 sobre el Tibet, en els anys següents, la política exterior dels Nehru va patir un antagonisme entre ambdós països, amb conflictes fronterers cada vegada més greus, i la decisió de Nehru de concedir l'asil polític al Dalai Lama el 1959 durant l'aixecament tibetà de 1959 contra el domini xinès. Després d'anys de fracàs de les negociacions, Nehru va autoritzar el 1961 que l'exèrcit indi annexionés Goa, l'enclavament portuguès a l'Índia. Això va augmentar la popularitat de Nehru, però va ser criticat per haver escollit l'acció militar. A les eleccions generals índies de 1962, Nehru havia portat una vegada més el Partit del Congrés a la victòria, però amb una reduïda majoria en favor dels partits de l'oposició, com el partit Bharatiya Janata (Jana Sangha), de dretes, el Swatantra, socialista, i el Partit Comunista de l'Índia.
El 1962, la invasió xinesa del nord-est l'Índia va demostrar la debilitat militar de l'Índia per fer front a l'exèrcit xinès que va penetrar per Assam, agreujant les crítiques respecte a Nehru que es va veure obligat a dimitir al seu ministre de Defensa, Krishna Menon i acceptar l'ajuda militar dels Estats Units. El 1963, la salut de Nehru es va deteriorar, la qual cosa requerí una convalescència de diversos mesos al Caixmir. Quan tornà el maig de 1964, Nehru va caure malalt un altre cop i va patir un atac de cor.

### Polítiques econòmiques

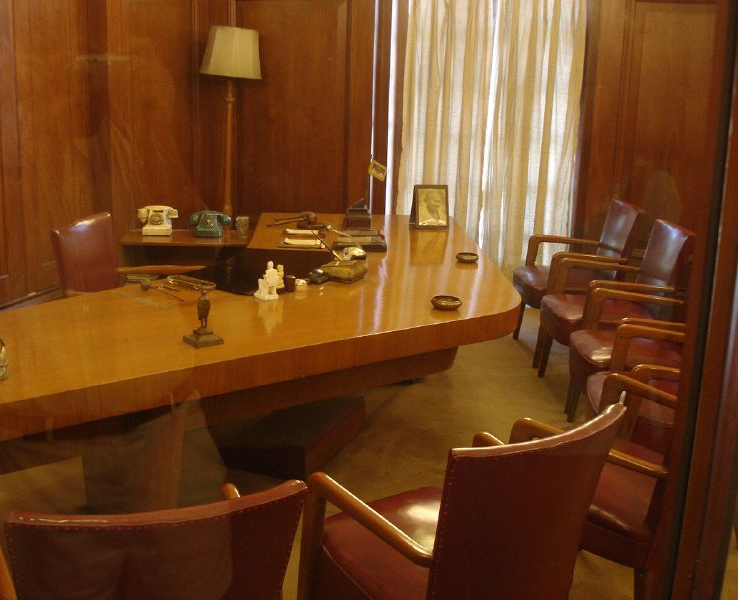
L'estudi de Nehru a Teen Murti Bhavan.

Nehru va liderar la introducció d'una versió Índia modificada de la planificació estatal i de control sobre l'economia. Sentia una gran admiració pel sistema del Pla Quinquennal de la Unió Soviètica i va tractar d'establir una organització semblant per a l'Índia. El seu desig era donar al seu país la combinació dels beneficis del socialisme i del capitalisme mitjançant la creació d'un socialisme democràtic, mitjançant la creació de la Comissió de planificació Índia i la redacció del primer Pla Quinquennal el 1951, que seguia les inversions del govern en indústries i agricultura. Augmentant negoci i impostos sobre la renda, Nehru imaginava una economia mixta en la qual el govern dirigiria indústries estratègiques com la mineria, electricitat i indústries pesants, servint l'interès públic i una prova per a l'empresa privada. Nehru perseguia la redistribució de la terra, i va abolir el sistema de Zamindar amb una esmena a la constitució en 1951, i llançava programes per construir canals d'irrigació, construeix una presa i estén l'ús de fertilitzants per augmentar la producció agrícola. També va iniciar una sèrie del programa de desenvolupament de la comunitat apuntat a una distribució de diverses indústries agrícoles i augmentar l'eficiència a Índia rural. Mentre fomentava la construcció de grans preses (que Nehru anomenava els "nous temples de l'Índia"), els treballs d'irrigació i la generació d'hidroelectricitat, Nehru també llançava el programa de l'Índia per l'aprofitament de l'energia nuclear, encapçalat per Homi Jehangir Bhabha.
Durant la major part del mandat de Nehru com primer ministre, l'Índia continuaria enfrontant-se a escassetats alimentàries serioses malgrat els progressos i augment en la producció agrícola.
El 1956, Nehru va posar en marxa la revolució verda de l'Índia i aconseguí minimitzar la fam del seu país, una de les grans amenaces del desenvolupament de l'Índia. Aquestes polítiques varen tenir grans impactes ambientals i socioeconòmics que estan relacionats també amb la industrialització, especialment pel que fa a l'agricultura local.
Les polítiques industrials de Nehru, resumides en la Resolució de Política Industrial de 1956, animaren el creixement de fabricació diversa i indústries pesants, però, la planificació de l'estat, els controls i regulacions començaven a afectar la productivitat, la qualitat i la rendibilitat. Encara que l'economia índia gaudia d'un ritme de creixement ferm d'un 2,5% l'any (denominat per l'economista esquerrà Raj Krishna com a "ritme de creixement hindú"), la desocupació crònica enmig d'una pobresa estesa continuava turmentant la població.
Malauradament, al costat d'uns èxits indiscutibles, es creà una administració complexa i feixuga, i una gran corrupció. El relatiu estancament econòmic va ser una de les causes de la caiguda del Congrés Nacional Indi i l'adhesió al poder dels partits nacionalistes hindús.

### Reforma social i educativa
Jawaharlal Nehru va ser un defensor vehement de l'educació per als nens i joves de l'Índia, considerant-la essencial per al futur progrés de l'Índia. El seu govern va supervisar l'establiment de moltes institucions d'estudis superiors, incloent-hi l'All India Institute of Medical Sciences, Indian Institutes of Technology o el Indian Institutes of Management. Nehru també va perfilar un compromís dels seus plans quinquennals per garantir l'ensenyament primari lliure i obligatori a tots els nens de l'Índia. Per a aquest propòsit, Nehru supervisava la creació de programes massius d'inscripció i la construcció de milers d'escoles. Nehru també llançava iniciatives com la provisió de llet lliure i àpats per a nens per combatre desnutrició. Els centres d'educació d'adults, escoles vocacionals i tècniques també es varen organitzar per a adults, especialment a les àrees rurals.
Sota el mandat de Nehru, el Parlament Indi va promulgar molts canvis a la llei hindú per criminalitzar la discriminació de casta i augmentar els lleis legals i llibertats socials de les dones.
Es va crear un sistema de reserves en serveis governamentals i centres d'ensenyament per erradicar les desigualtats socials i els desavantatges encapçalades per les poblacions de les castes i tribus planificades. Nehru també va defensar el laïcisme i l'harmonia religiosa, augmentant la representació de minories al govern. D. D. Kosambi, un historiador marxista conegut, criticava Nehru al seu article per a l'explotació de classe de burgesia de la ideologia socialista de Nehru.

### Seguretat nacional i política exterior
En l'escena internacional, Nehru era un impulsor del pacifisme i un fort seguidor de les Nacions Unides. Va iniciar la política de no-alineament i cofundar el Moviment de Països No Alineats amb les nacions que manifestaven neutralitat entre els blocs rivals de nacions liderats pels Estats Units i l'URSS. Va reconèixer la República Popular de la Xina poc després de la seva creació (mentre la majoria del bloc Occidental continuava relacions amb la República de la Xina), Nehru advocava a favor de la seva inclusió a les Nacions Unides i es negava a titllar Xina com els agressors en el seu conflicte amb Corea. Va procurar establir relacions càlides i amistoses amb la Xina el 1950, i esperava fer de mitjancer per fer un pont sobre el golf i tensions entre els estats comunistes i el bloc Occidental.
Mentrestant, Nehru havia promès el 1948 tenir un plebiscit al Kashmir sota els auspicis de l'UN però, com el Pakistan va fracassar en retirar les seves tropes d'acord amb la resolució d'UN i com Nehru era cada vegada més caut amb l'UN, va declinar tenir el plebiscit el 1953. Va demanar l'arrest del polític caixmiri Sheikh Abdullah, a qui havia donat prèviament suport però que posteriorment havia considerat sospitós de tenir ambicions plans separatistes; Bakshi Ghulam Mohammad el reemplaçaria.
La seva política de pacifisme i apaivagament respecte a la Xina també es va complicar quan unes disputes de frontera conduïren a la guerra sino-índia el 1962.

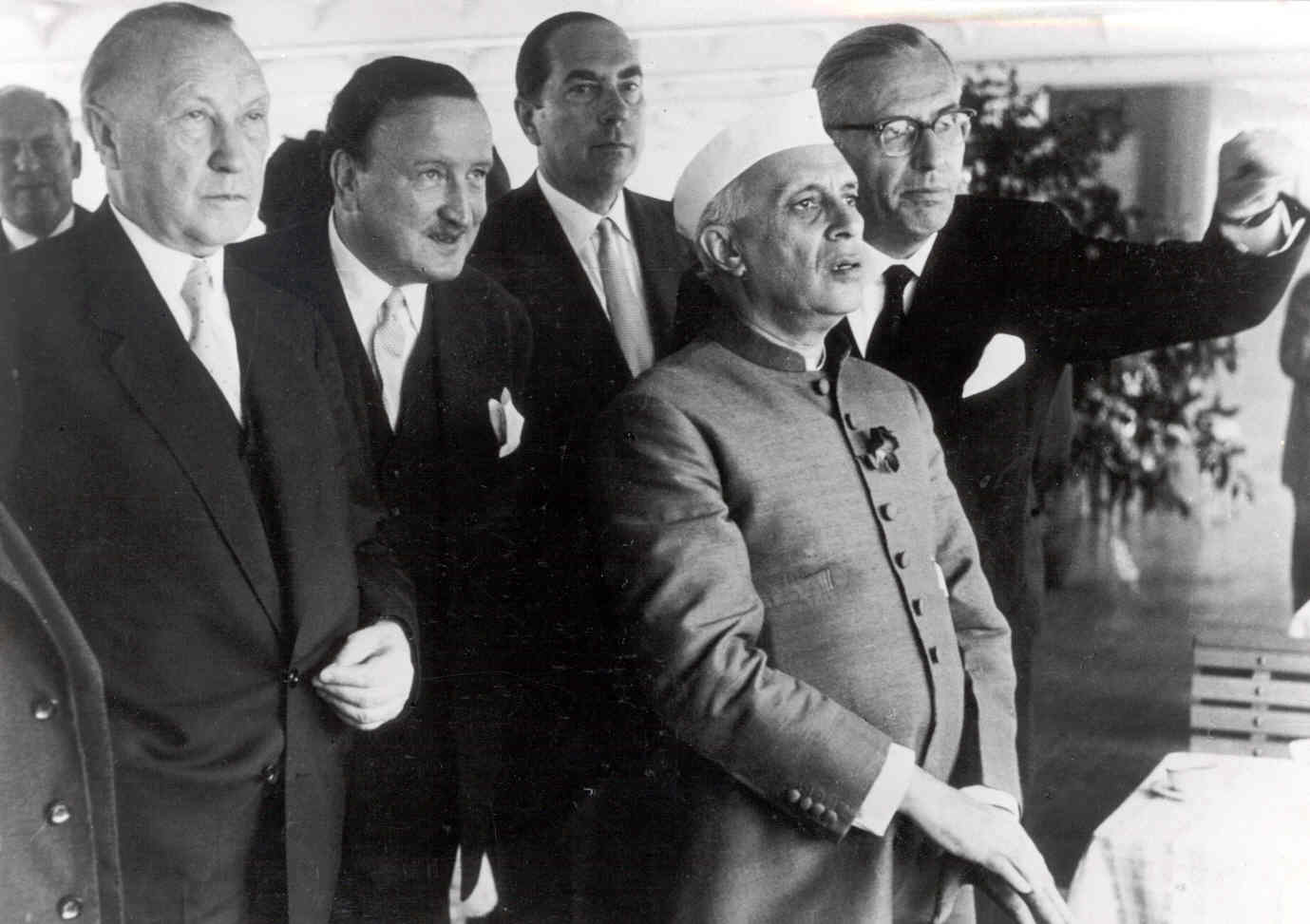
Jawaharlal Nehru amb Hermann Josef Abs i Konrad Adenauer durant un viatge el 1956

Nehru va ser convidat sovint a treballar per apaivagar tensions globals i l'amenaça d'armes nuclears. Va encarregar el primer estudi dels efectes humans d'explosions nuclears, i feia campanya contínuament per l'abolició del que anomenava "aquests espantosos motors de destrucció." També tenia raons pragmàtiques per la desnuclearització que promovia, tement que una cursa d'armaments nuclear conduiria a una sobremilitarització que seria inassequible per a països en procés de desenvolupament com el seu propi.
El 1956 havia criticat la invasió conjunta del Canal de Suez pels britànics, francesos i Israelians. La sospita i recel varen refredar les relacions entre l'Índia i els EUA, que sospitaven que Nehru donava suport tàcit a la Unió Soviètica. Acceptant l'arbitratge del Regne Unit i el Banc Mundial, Nehru signava el Tractat Indus Waters el 1960 amb el governant pakistanès Ayub Khan per resoldre la disputa de llarga durada sobre la compartició dels recursos dels rius essencials de la regió de Punjab.
"Nosaltres, que durant generacions havíem parlat i acordat tot d'una manera pacífica i practicant la no-violència, hauríem de ser ara, en certa manera, glorificant el nostre exèrcit, armada i força aèria. En significa molt. Encara que és estrany, tanmateix simplement reflecteix la singularitat de la vida. Encara que la vida és lògica, ens hem d'encarar amb totes les contingències, i llevat que se'ns prepari per encarar-nos-hi, ens enfonsarem. No hi havia príncep de pau més gran ni apòstol de la no-violència que Mohandas Gandhi, el Pare de la Nació, que hem perdut, però tanmateix, deia que estava millor per prendre l'espasa que rendir-se, fallar o escapar-se.
No podem viure despreocupats suposant que estem segurs. La naturalesa humana és així. No podem prendre els riscos i arriscar la nostra llibertat durament guanyada. Se'ns ha de preparar amb tots els mètodes de defensa moderns i un exèrcit ben proveït, armada i força aèria."

### Programa d'armes nuclears
Nehru pensava a desenvolupar armes nuclears i va establir la Comissió de l'Energia Atòmica de l'Índia el 1948. Nehru també va cridar el Dr. Homi J. Bhabha, un físic nuclear, a qui va confiar autoritat completa sobre tots els afers relacionats amb el programa nuclear, reportant directament al mateix Nehru. La política nuclear de l'Índia es va establir per l'enteniment personal no escrit entre Nehru i Bhabha. És coneguda la frase de Nehru sobre Bhabha, "El professor Bhabha es cuidava de la Física, deixant les relacions internacionals per a mi". A principis de 1948, Nehru tenia una gran ambició per desenvolupar aquest programa per estar contra els estats industrialitzats i la base d'aquest programa era establir una capacitat d'armes nuclears índies com a part de la superioritat regional de l'Índia enfront uns altres estats asiàtics del Sud, molt especialment Pakistan.

### Darrers anys

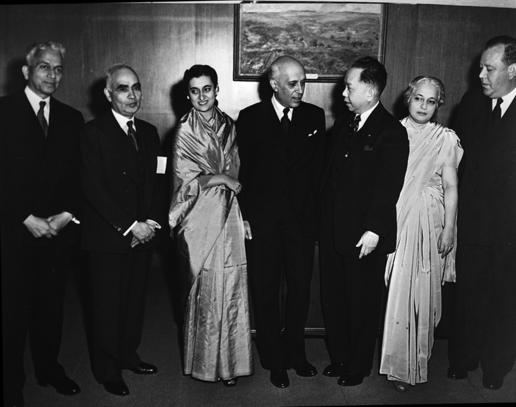
El primer ministre Nehru parla amb el President de l'Assemblea General de Nacions Unides, Romulo (octubre de 1949)

Nehru havia portat el Congrés Nacional Indi a una victòria essencial en les eleccions de 1957, però el seu govern estava afrontant creixent problemes i crítiques. Desil·lusionat i barallat per la corrupció interna del partit, Nehru considerava dimitir però continuava al front. L'elecció de la seva filla Indira com a Presidenta del Congrés el 1959 va provocava crítiques per nepotisme, encara que de fet Nehru havia desaprovat la seva elecció, en part perquè ho considerava un signe de "dinastia"; deia, en efecte ho considerava "completament antidemocràtic i una cosa indesitjable", i li denegava una posició al seu gabinet. La mateixa Indira estava en desacord amb el seu pare sobre la política; sobretot, ella feia servir la seva expressada deferència personal amb el Partit Comunista de l'Índia per empènyer a través de l'acomiadament del partit comunista de l'Índia del govern de l'estat de Kerala, sobre les seves pròpies objeccions. Nehru començava sovint a avergonyir-se per la seva crueltat i desatén per a la tradició parlamentària, i li "feia" mal el que veia com a asserivitat sense altre propòsit que encerclar una identitat independent del seu pare.
Encara que el Pancha Sila (Cinc Principis de Coexistència Pacífica) era la base del tractat de frontera sino-índia el 1954, en anys posteriors, la política exterior de Nehru patia a través de la creixent assertivitat xinesa sobre disputes de frontera i Nehru de concedir asil polític al 14è Dalai Lama. Després d'anys de negociacions fracassades, Nehru autoritzava l'Exèrcit Indi a alliberar Goa el 1961 de l'ocupació portuguesa, i llavors formalment annexionada a l'Índia. Augmentava la seva popularitat, però se'l criticava per a l'ús de força militar.
A les eleccions de 1962, Nehru portava el Congrés a la victòria amb una majoria simple. Els partits d'oposició que van des de la dreta Bharatiya Jana Sangh i Swatantra Party, als socialistes i el Partit Comunista de l'Índia n'estaven presents.
Des de 1959, en un procés que s'accelerava el 1961, Nehru va adoptar la "Política Endavant" per a establir llocs avançats militars en àrees discutides de la frontera sino-índia, incloent-hi 43 en territori no prèviament controlat per l'Índia. Xina va atacar alguns d'aquests llocs avançats, i així va començar la guerra sino-índia, que va ser tècnicament perduda per l'Índia, si bé la Xina no va guanyar cap territori retirant-se a línies de preguerra. La guerra exposava les debilitats dels militars de l'Índia, i Nehru els criticava àmpliament per l'atenció insuficient del seu govern a la defensa. En resposta, Nehru acomiadava el ministre de defensa Krishna Menon i va cercar l'ajut militar dels EUA, però la salut de Nehru començava a declinar fermament, i va passar mesos recuperant-se al Kashmir durant 1963. Alguns historiadors atribueixen aquesta decadència dramàtica a la seva sorpresa i preocupació per la Guerra sino-índia, que percebia com un abús de confiança. Al seu retorn del Kashmir el maig de 1964, Nehru patia un cop i més tard un atac de cor. "Es va posar malament a primera hora" del 27 de maig de 1964 i va morir a "primera hora de la tarda" del mateix dia, i la seva mort s'anunciava a Lok Sabha a les 14:00 hora local; es considera que la causa de mort va ser l'atac de cor. Nehru va ser incinerat d'acord amb el ritu hindú a Shantivana a la riba del riu Yamuna, presenciat per centenars de milers de persones que el ploraven acudits als carrers de Delhi i les terres d'incineració.

## Llegat

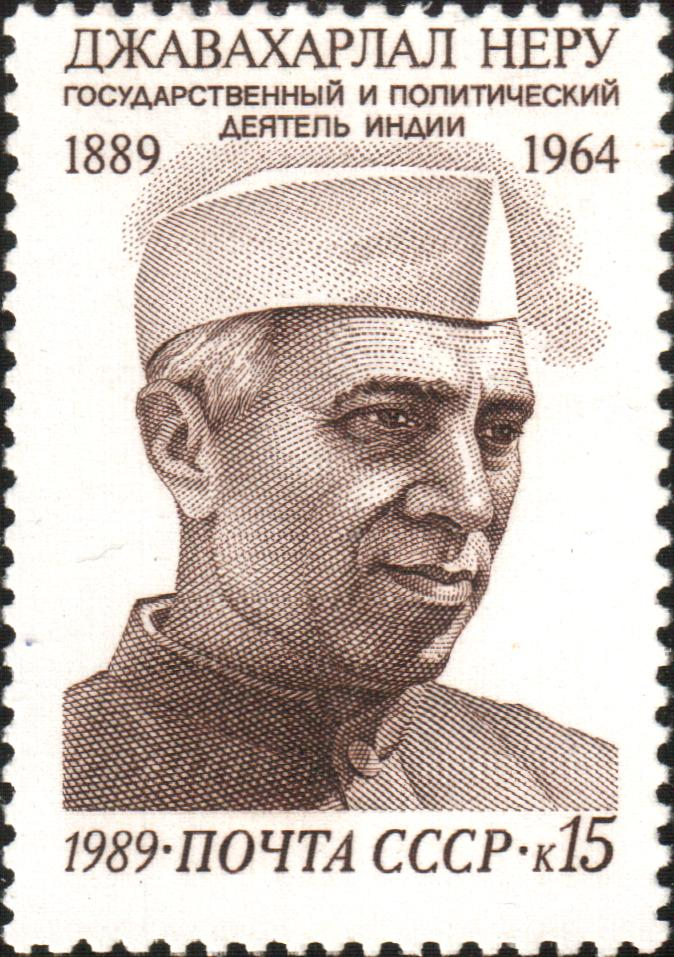
Jawaharlal Nehru en un segell commemoratiu de la Unió Soviètica de 1989

Com a primer ministre i ministre d'Afers Exteriors de l'Índia, Jawaharlal Nehru exercí un paper important en la configuració del govern i de la cultura política de l'Índia moderna, juntament amb una intensa i agressiva política exterior. Ha estat elogiat per la creació d'un sistema públic d'educació primària, que beneficià als nens també en els racons més remots de l'Índia rural. Pel que fa a la política educativa de Nehru també cal destacar el desenvolupament d'importants institucions del país com són l'All India Institute of Medical Sciences, Indian Institutes of Technology, i l'Indian Institutes of Management (Institut Indi de Gestió).
Nehru també destacà per l'establiment d'un sistema generalitzat de mesures que pretenien garantir la igualtat d'oportunitats i drets dels grups ètnics, les minories, les dones, les castes i les diferents tribus de l'Índia. La passió de Nehru per promocionar la igualtat es fonamentà en una política d'estat que tractà de fer desaparèixer la difusió de pràctiques de discriminació contra les dones i les classes deprimides, tot i que pogué veure pocs resultats en vida.
Tanmateix, la postura de Nehru com un nacionalista indestructible el va portar a posar en pràctica polítiques que van posar èmfasi en un sentiment comú entre els indis, i serví perquè es valoressin millor les diversitats regionals. Aquest sentiment va ser especialment important, ja que després de la independència van sorgir les diferències; després de la retirada britànica del subcontinent indi calgué demanar als dirigents regionals que se seguissin relacionant entre si com aliats tot i la desaparició d'un adversari comú. Si bé les diferències de cultura i, especialment, la llengua, posaren en perill la unitat de la nova nació, Nehru establí programes com el National Book Trust, i la National Literary Academy que promogué la traducció de les literatures de les llengües regionals i va organitzar també la transferència de materials entre les regions. A la recerca d'una Índia unificada, Nehru, va arribar a dir la frase: "Integrar o morir".